# 조앙뱅자맹 가바
조앙뱅자맹 가바(프랑스어: Joan-Benjamin Gaba, 2001년 1월 7일~)는 프랑스의 유도 선수로 2024년 하계 올림픽 남자 라이트급 은메달과 혼성 단체전 금메달을 획득했다.